# Carolyne Lepageová
Carolyne Lepageová (* 9. června 1975 Montréal) je bývalá kanadská zápasnice – judistka.

## Sportovní kariéra
S judem začínala v 15 letech. Vrcholově se připravovala se v rodném Montréalu. V kanadské ženské reprezentaci se pohybovala od roku 1993 v superlehké váze do 48 kg. V roce 1996 uspěla v panamerické olympijské kvalifikaci pro start na olympijské hrách v Atlantě, kde nepřešla přes úvodní kolo.
Na podzim 1999 se zranila a přišla o možnost startovat na olympijských hrách v Sydney v roce 2000. V roce 2001 byla v přípravě na mistrovství světa v Mnichově pozitivně testovaná na anabolický steroid nandrolone a dostala dvouletý zákaz startu. Proti verdiktu se odvolala a v roce 2002 a byla zproštěna viny. V červnu vyhrála v Kanadě prestižní Hry Commonwealthu. V roce 2004 vybojovala panamerickou kontinentální kvótu pro start na olympijských hrách v Athénách. Svoje vystoupení z před osmi let však nevylepšila. Prohrála v úvodním kole na ippon technikou uči-mata s Julijí Matijasovou z Německa. Vzápětí ukončila sportovní kariéru.

## Výsledky
| Turnaj                  | 1994            | 1995            | 1996            | 1997            | 1998            | 1999            | 2000            | 2001            | 2002            | 2003            | 2004            |
| Turnaj                  | 19              | 20              | 21              | 22              | 23              | 24              | 25              | 26              | 27              | 28              | 29              |
| Turnaj                  | superlehká váha | superlehká váha | superlehká váha | superlehká váha | superlehká váha | superlehká váha | superlehká váha | superlehká váha | superlehká váha | superlehká váha | superlehká váha |
| ----------------------- | --------------- | --------------- | --------------- | --------------- | --------------- | --------------- | --------------- | --------------- | --------------- | --------------- | --------------- |
| Olympijské hry          |                 |                 | úč.             |                 |                 |                 | —               |                 |                 |                 | úč.             |
| Mistrovství světa       |                 | úč.             |                 | úč.             |                 | úč.             |                 | —               |                 | úč.             |                 |
| Panamerické hry         |                 | 2.              |                 |                 |                 | —               |                 |                 |                 | 2.              |                 |
| Panamerické mistrovství | 3.              |                 | —               | ?               | 3.              | 2.              | —               | —               | 2.              | 5.              | 3.              |